# حارس الأخ (فلم)
حارسُ الأخ (بالإنجليزية: Brother's Keeper) هو فيلم درامي نيجيري صدرَ عام 2014 من إخراج إكوشوكو أونييكا وبطولة مجيد ميشيل وأوموني أوبولي وبيفرلي نايا وباربرا سوكي.

## طاقم التمثيل
| - مجيد ميشيل في دور تشود نوانكو - أوموني أوبولي في دور مينا - بيفرلي نايا في دور كاساندرا أوكورو | - باربرا سوكي في دور السيدة نوانكوو - مويو لاوال في دور آدا - توبي أوبولي في دور دانيال | - توبي أوبولي في دور ديفيد - إكوشوكو أونييكا بدور دي بي أو - شيغوزي أتوانا في دور القاتل |